# Air Serbia
Air Serbia (Servisch: Ер Србија) is de nationale luchtvaartmaatschappij van Servië. De luchtvaartmaatschappij is een opvolger van Jat Airways die weer een opvolger was van JAT Yugoslav Airlines, de nationale luchtvaartmaatschappij van het voormalige Joegoslavië. De maatschappij onderhoudt regionale en internationale lijndiensten naar bestemmingen in Europa, Afrika, het Midden-Oosten en Noord-Amerika alsook chartervluchten.
JAT vliegt vanaf 26 oktober 2013 onder de naam Air Serbia, met de bestaande ATR toestellen, en tien nieuwe A319 toestellen, die de bestaande Boeings zullen vervangen.

## Geschiedenis

### Aroput 1927-1948
Op 17 juni 1927 werd JAT opgericht onder de naam Aeroput. Aeroput was daarmee de tiende luchtvaartmaatschappij in Europa en de 21e in de wereld. Al in 1929 werd de eerste internationale vlucht door de maatschappij uitgevoerd tussen Belgrado en Graz. Het netwerk van Aeroput werd uitgebreid met vluchten naar o.a. Thessaloniki, Praag, Boekarest, Milaan en Sofia. Binnenlandse vluchten werden uitgevoerd tussen o.a. Belgrado, Zagreb, Skopje en Dubrovnik. Aeroput overleefde de Tweede Wereldoorlog en werd in 1947 omgedoopt tot JAT Jugoslovenski Aero Transport, als nationale luchtvaartmaatschappij van het naoorlogse Joegoslavië.

### JAT Jugoslovenski Aero Transport

#### 1948-1992
Het nieuwe JAT profiteerde na de oprichting van de onafhankelijke status van Joegoslavië ten opzichte van de machtsblokken die zich in het kader van de Koude Oorlog begonnen te vormen. In tegenstelling tot de luchtvaartmaatschappijen van de oostelijke buurlanden van Joegoslavië werd de vloot van JAT gestaag opgebouwd uit westerse toestellen. Dit leidde ertoe dat naast een uitgebreid binnenlands en Europees netwerk, in de jaren zeventig een uitgebreid intercontinentaal netwerk werd opgebouwd. De vloot werd uitgebreid met Boeing 707s en later McDonnell Douglas Douglas DC-10-30 toestellen. In 1985 was JAT de eerste Europese maatschappij die de populaire Boeing 737-300 aanschafte.
De jaren 80 luidden tevens de gouden jaren van de maatschappij in. In die periode vervoerde JAT rond de vijf miljoen passagiers jaarlijks, over een netwerk van meer dan tachtig bestemmingen verspreid over alle continenten. Tevens had het toenmalige Joegoslavië - op Duitsland na - het meest uitgebreide netwerk van binnenlandse vluchten, met verbindingen tussen negentien Joegoslavische steden.

#### 1992-2003
De jaren negentig en het uiteenvallen van Joegoslavië kondigden de neergang van JAT aan. Tussen 1991 en 1992 werden alle internationale vluchten van JAT afgezegd. In 1992 werd de Federale Republiek Joegoslavië uitgeroepen als opvolger van het oude Joegoslavië. JAT werd daarmee de nationale luchtvaartmaatschappij van de nieuwe staat, met een sterk gereduceerde binnenlandse markt. Vanwege de door de VN ingestelde sancties tegen het land werden internationale vluchten van en naar het nieuwe Joegoslavië verboden. In die tijd onderhield de maatschappij slechts enkele binnenlandse vluchten tussen Belgrado, Podgorica, Tivat, Nis, Pristina en Uzice. Na de opheffing van de sancties en het internationale isolement van het land hervatte het sterk gereduceerde JAT - met een nieuw kleurenschema gebaseerd op de kleuren van de Joegoslavische vlag - veel van de voornaamste Europese vluchten. Intercontinentaal echter bleef JAT ongezien.

#### 2003-2013
In 2003 werd het Federale Joegoslavië omgevormd tot een lossere staatsunie tussen Servië en Montenegro. Met het wegvallen van de oude staat werd ook in januari 2003 de naam veranderd naar Jat Airways. Voortaan werd JAT niet met hoofdletters geschreven om aan te geven dat het niet meer ging om een afkorting, in een poging wel te kunnen bouwen op de vroegere naamsbekendheid van de maatschappij. Toen in 2006 de staatsunie uiteen viel, werd Jat Airways de nationale luchtvaartmaatschappij van het onafhankelijke Servië.
Vanaf 26 oktober 2013 heet deze luchtvaartmaatschappij Air Serbia.

## Vloot
De vloot van Air Serbia bestaat uit de volgende toestellen (mei 2016):
- 3 - ATR 72-200
- 3 - ATR 72-500
- 1 - Bombardier CRJ-900
- 10 - Boeing 737-300
- 1 - Boeing 737-400
- 8 - Airbus A319
- 2 - Airbus A320
- 1 - Airbus A330-200

Totaal: 29

## Bestemmingen
Air Serbia voert lijnvluchten uit naar (juli 2009):
Vanuit Belgrado
- Abu Dhabi, Amsterdam, Athene, Banja Luka, Beiroet, Berlijn, Brussel, Boekarest, Dubai, Dubrovnik, Düsseldorf, Frankfurt, Göteborg, Hamburg, Istanboel, Kiev, Kopenhagen, Larnaca, Ljubljana, Londen, Malta, Milaan, Monastir, Moskou, München, Ohrid, Parijs, Podgorica, Pula, Praag, Rome, Sint-Petersburg, Sarajevo, Skopje, Sofia, Split, Stockholm, Stuttgart, Tel Aviv, Thessaloniki, Tirana, Tivat, Triëst, Tripoli, Tunis, Varna, Warschau, Wenen, Zagreb, Zürich en sinds 22-06-2016 New York.

## Hubs
De basis van Air Serbia is Luchthaven Belgrado Nikola Tesla. Andere binnenlandse vliegvelden waarop gevlogen wordt of werd zijn:
- Constantine the Great International Airport - Niš
- Pristina International Airport
- Uzice Airport